# بحيرة جينيف
بحيرة جينيف هي بحيرة للمياه العذبة في مقاطعة والورث في جنوب شرق ولاية ويسكونسن . تقع مدينة بحيرة جنيف بالقرب من البحيرة وسميت باسمها.